# Nausithoe striata
Nausithoe striata is een schijfkwal uit de familie Nausithoidae. De kwal komt uit het geslacht Nausithoe. Nausithoe striata werd in 1910 voor het eerst wetenschappelijk beschreven door Vanhöffen. 